# Curtis Falls
Die Curtis Falls sind ein Wasserfall im Egmont-Nationalpark in der Region Taranaki auf der Nordinsel Neuseelands. An der Ostflanke des Vulkans Mount Taranaki liegt er im Lauf des südlichsten der drei Quellbäche des Manganui River, eines Nebenflusses des Waitara River. Seine Fallhöhe beträgt rund 15 Meter.
In Stratford führt die Pembroke Road in westlicher Richtung in den Nationalpark und nach 15 km auf einen Parkplatz. Von dort leitet der Curtis Falls Track in 1 Stunde und 15 Minuten zum Wasserfall.